# Clima da Suécia

Clima da Suécia

Mapa climático Köppen–Geiger da Suécia.

A Suécia, situada no extremo norte da Europa, é uma nação conhecida por sua paisagem exuberante, cultura rica e, é claro, seu clima distinto. Com uma latitude que se estende desde o sul temperado até o extremo norte ártico, a Suécia oferece uma ampla gama de condições climáticas ao longo do ano.

## As Quatro Estações
A Suécia apresenta quatro estações bem definidas, cada uma com sua própria personalidade e encanto:
- Inverno: Os invernos suecos são famosos por sua dureza. De dezembro a fevereiro, as temperaturas podem cair abaixo de zero, especialmente nas regiões do norte. A neve é comum, criando paisagens brancas de conto de fadas e oferecendo oportunidades para uma variedade de atividades de inverno, como esqui e patinação no gelo.
- Primavera: A primavera, de março a maio, é uma época de transição. A neve começa a derreter, os dias ficam mais longos e as temperaturas começam a subir. As primeiras flores brotam e a vida selvagem desperta, tornando-se uma temporada de renovação e esperança.
- Verão: Os suecos aguardam ansiosamente pelo verão, que geralmente ocorre de junho a agosto. Os dias são longos e as noites curtas, especialmente no extremo norte, onde o sol da meia-noite pode ser experimentado. As temperaturas são agradáveis, variando de cerca de 20°C a 25°C, e é um momento popular para atividades ao ar livre, como acampamento, caminhadas e natação.
- Outono: À medida que o verão se despede, o outono chega. De setembro a novembro, as folhas das árvores mudam de cor, pintando as paisagens com tons vibrantes de amarelo, laranja e vermelho. As temperaturas começam a cair novamente, preparando o cenário para a chegada do próximo inverno.

## Variações Regionais: do Sul ao Norte
A Suécia exibe uma variedade de climas regionais, influenciados por fatores como latitude, proximidade com o mar e altitude. O sul do país, incluindo cidades como Estocolmo e Gotemburgo, desfruta de invernos mais amenos e verões mais quentes em comparação com o norte. Nas regiões do extremo norte, como a Lapônia, os invernos são mais severos, com temperaturas que podem cair para muito abaixo de zero.

## Influências Geográficas e Marítimas
O clima da Suécia é influenciado pela sua extensa linha costeira e pela presença do Mar Báltico. A Corrente do Golfo, que flui ao longo da costa oeste, ajuda a moderar as temperaturas, resultando em invernos menos severos do que se poderia esperar em sua latitude. No entanto, áreas do interior, especialmente no norte, experimentam condições mais extremas devido à sua distância do mar.
Assim, o clima da Suécia é um mosaico fascinante de estações distintas e variações regionais. Desde os invernos gelados e escuros até os verões de sol da meia-noite, o clima desempenha um papel fundamental na vida dos suecos e na paisagem deslumbrante do país. Essa diversidade climática contribui para a riqueza da flora, fauna e cultura suecas, tornando-a uma nação verdadeiramente única e cativante.